# Desa Jetis (administrativ by i Indonesien, Jawa Timur, lat -7,96, long 113,79)
Desa Jetis är en administrativ by i Indonesien.   Den ligger i provinsen Jawa Timur, i den västra delen av landet, 800 km öster om huvudstaden Jakarta.